# Centro traumatologico ortopedico (Firenze)
Il Centro traumatologico ortopedico (sigla CTO) dell'Azienda ospedaliero-universitaria Careggi in Firenze accoglie, tra le altre, le attività traumatologica, oncologica e specialistica di ortopedia, chirurgia della mano, chirurgia maxillo-facciale, chirurgia plastica, microchirurgia ricostruttiva, fisiatria, unità spinale, neurourologia, malattie del metabolismo minerale e osseo, odontoiatria speciale e dal 2014 anche il reparto e diversi ambulatori di oculistica . Al CTO si trovano il comparto operatorio con 8 sale, servizi ambulatoriali e di degenza ordinaria e diurna, la terapia intensiva e la riabilitazione. I servizi di diagnostica comprendono cardiologia, radiodiagnostica, neuroradiologia, neurofisiopatologia. Al CTO si rivolgono le persone con malattie spinali e malattie acute e croniche delle ossa, articolazioni, tendini e della cute.

## Aree di attività
- Pronto soccorso ortopedico: ha cessato l'attività al CTO il 7 aprile 2017. Da allora il servizio di PS ortopedico è garantito dal Trauma Center aziendale, ubicato al padiglione DEAS
- Terapia intensiva
- Comparto operatorio
- Degenze traumatologica, oncologica, elettiva, riabilitativa
- Poliambulatorio

## Strutture organizzative dipartimentali
Dipartimento ortopedia
Area traumatologica
- Traumatologia e ortopedia generale
- Traumatologia maxillo-facciale
- Medicina geriatrica

Area Oncologica e Ricostruttiva
- Ortopedia oncologica e ricostruttiva

Area specialistica
- Ortopedia generale 1
- Ortopedia generale 3
- Chirurgia e microchirurgia della mano
- Malattie del metabolismo minerale e osseo

Area intensiva
- TI e SI del polo neuromotorio

Altri Dipartimenti
- Agenzia riabilitazione
- Microchirurgia ricostruttiva
- Chirurgia plastica
- Chirurgia maxillo-facciale
- Odontoiatria speciale
- Cardiologia generale 2
- Radiodiagnostica 1
- Neuroradiologia

Agenzia regionale per la cura del medulloleso
- Unità Spinale unipolare
- Neurofisiopatologia
- Neurourologia